# مازعبدلی پایین
مازعبدلی پایین، روستایی در دهستان اناران بخش مرکزی شهرستان دهلران در استان ایلام ایران است.

## جمعیت
بر پایه سرشماری عمومی نفوس و مسکن در سال ۱۳۹۵، جمعیت این روستا برابر با ۲۶۰ نفر (۸۲ خانوار) بوده‌است.